# 河野薬品
河野薬品株式会社（こうのやくひん）は、医薬品・一般用医薬品・医療機器の卸売を業としていた日本の企業である。他の会社と合併により消滅し、後身は東邦ホールディングスの一社「セイエル」である。地盤は中国地方。

## 概要
- 本社は広島県広島市中区幟町5-12
- 代表取締役社長　河野博行

## 大株主
- 河野博行
- 塩野義製薬

## 沿革
- 明治5年3月広島市堺町に「河野三兵衛」が基礎を興す。
- 昭和23年6月資本金19,500円で「河野薬品株式会社」と改組
- 昭和26年幟町に本社移転
- 昭和38年1月「呉営業所」開設
- 昭和39年「岩国営業所」開設
- 昭和42年鉄筋コンクリート5階建ての新社屋に移転
- 昭和42年11月「福山営業所」開設
- 昭和48年「徳山営業所」開設
- 昭和53年「三原営業所」開設
- 昭和62年9月山口県宇部市の「伊藤薬品株式会社」を合併
  - 宇部支店・下関営業所・山口営業所・萩連絡所を開設
- 平成2年12番目の営業所として「広島北営業所」・13番目の営業所として「広島西営業所」を開設
- 平成9年10月岡山県の岡山医薬品に吸収合併され解散（合併時に商号を「株式会社オムエル」とする）。

## 営業所
- 広島県：広島市・福山市・呉市・三次市・三原市
- 山口県：宇部市・岩国市・下関市・山口市・萩市・周南市

## 主な取引メーカー
- 塩野義製薬
- エーザイ
- 住友製薬（現在・大日本住友製薬）
- 大塚製薬
- 山之内製薬（現在・アステラス製薬）
- 小野薬品工業
- 萬有製薬
- 協和発酵（現在・協和発酵キリン）
- 日本ケミファ
- ゼリア新薬工業
- ブリストル・マイヤーズ・スクイブ
- 大正製薬
- 扶桑薬品工業